# Chociebórz
Chociebórz est une localité polonaise de la gmina de Kamiennik située dans le powiat de Nysa en voïvodie d'Opole.

## Géographie

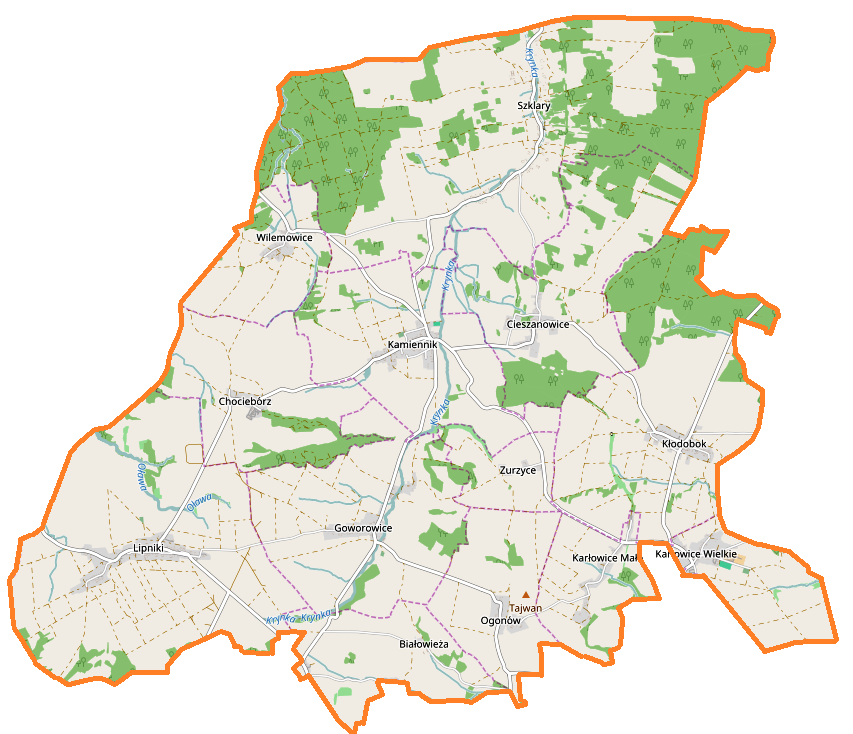
Carte de la gmina de Kamiennik.

## Histoire
De 1742 à 1945, Koschpendorf fait partie de l'arrondissement de Grottkau dans le district d'Oppeln au sein de la province de Silésie.